# Stefan Kindermann
Stefan Kindermann est un joueur d'échecs allemand puis autrichien né le 28 décembre 1959 à Vienne (Autriche).
Au 1er avril 2016, Kindermann est le numéro trois autrichien avec un classement Elo de 2 515.

## Biographie et carrière
Grand maître international depuis 1988, Kindermann a représenté l'Allemagne lors du championnat du monde d'échecs par équipes de 1985 (au troisième échiquier), de six olympiades entre 1982 et 1994 (il jouait au premier échiquier en 1986) ainsi que des championnats d'Europe par équipe de 1983 et 1989 (l'Allemagne finit troisième en 1989).
Depuis 2004, Stefan Kindermann représente  l'Autriche. Il a joué pour l'Autriche lors des olympiades de 2008 et 2012 (il jouait au deuxième échiquier) et des championnats d'Europe de 2009 et 2011.
Stefan Kindermann a remporté :
- le tournoi d'échecs de Dortmund en 1985 ;
- le tournoi de Bienne en 1986 ;
- le tournoi zonal de Ptuj (également mémorial Milan Vidmar) devant Viktor Kortchnoï.

## Publications
Stefan Kindermann est l'auteur de plusieurs livres sur les ouvertures.
- (de) Französisch Winawer Bd. 1 - 7. Dg4 0-0, Chessgate, 2001
- (de) Leningrader System: Eine Waffe gegen 1.d4, Chessgate, 2002
- (de) Spanisch Abtauschvariante, Editions Olms, 2004
- (en) The Spanish exchange variation, Editions Olms, 2005
- (en) Leningrad system: a complete weapon against 1. d4, Editions Olms, 2005
- (de) Der Königsplan: Strategien für Ihren Erfolg, Rowohl Verlag, 2010